# LiveJournal
LiveJournal (LJ) (rusă Живой Журнал; Jivoi Jurnal / JJ, ЖЖ) este o rețea socială prin intermediul căreia utilizatorii își pot crea și gestiona un blog, jurnal sau o agendă.
LiveJournal a fost lansat pe 15 aprilie 1999 de către programatorul american Brad Fitzpatrick. În ianuarie 2005 LiveJournal a fost cumpărat de către compania Six Apart, iar în 2007 aceasta l-a vândut companiei media rusești SUP Media. Site-ul, însă, a continuat să fie dezvoltat mai departe de către compania americană LiveJournal, Inc. cu sediul în San Francisco.

## Statistici
Conform LiveJournal.com în data de 5 decembrie 2012, în LiveJournal erau înregistrați peste 40 de milioane de utilizatori, dintre care 368 805 activi. 59,7 % din utilizatori sunt de sex feminin.
| №  | Țara                       | Utilizatori |
| -- | -------------------------- | ----------- |
| 1  | Statele Unite ale Americii | 5 644 576   |
| 2  | Rusia                      | 2 611 643   |
| 3  | Regatul Unit               | 565 881     |
| 4  | Canada                     | 500 822     |
| 5  | Ucraina                    | 434 428     |
| 6  | Singapore                  | 263 114     |
| 7  | Australia                  | 251 950     |
| 8  | Filipine                   | 191 191     |
| 9  | India                      | 149 517     |
| 10 | Polonia                    | 139 816     |